# Cratere Hepti
Hepti è un cratere sulla superficie di Callisto.